# Wesoła wdówka (film 1925)
Wesoła wdówka (ang. The Merry Widow) – amerykański niemy dramat w reżyserii Ericha von Stroheima z 1925 r.

## Treść
Książę Danilo zakochuje się w tancerce Sally, ale jego wujek nie zgadza się na ten związek.

## Obsada
- Mae Murray  – Sally O'Hara
- John Gilbert – Danilo Petrovich
- Roy D'Arcy
- Josephine Crowell